# Raniero Panzieri
Raniero Panzieri (né à Rome le 14 février 1921 et mort à Turin le 9 octobre 1964), est un homme politique et écrivain italien, considéré comme le fondateur de l'opéraïsme.

## Biographie
Membre du Parti socialiste italien, proche du dirigeant socialiste Rodolfo Morandi, Raniero Panzieri est envoyé par son parti en Sicile. Tout en prenant une part active aux luttes pour la redistribution des terres, il commence à écrire. Il devient en 1953 membre du Comité central du Parti socialiste italien, puis en 1957, codirecteur de la revue théorique Mondo operaio (Monde ouvrier), dont il fait un forum de discussion pour la gauche du parti. Pendant cette période, il traduisit Le Capital de Marx.
Au congrès de 1959 du Parti socialiste italien, il s'oppose à la ligne d'accord gouvernemental avec la Démocratie Chrétienne. Cela lui vaut d'être exclu du parti.
Il s'installe alors à Turin, où il travaille pour la maison d'édition Einaudi. Il se lie à plusieurs groupes de syndicalistes, de socialistes et de communistes dissidents. Sous l'inspiration du groupe français Socialisme ou Barbarie[réf. nécessaire], il fonde avec Mario Tronti, Romano Alquati, Daniel Montaldi, la revue Quaderni Rossi (Cahiers rouges).
Dans la révolte de la piazza Statuto en 1962 à Turin, Raniero Panzieri pressentit l'émergence de la notion centrale de l'usine et de l'ouvrier. Les premiers numéros de la revue, qui s'attachent à explorer la vie réelle des usines et du rapport de l'ouvrier à la production, ont un impact profond en milieu syndical, tant ils détonnent avec la prose habituelle des partis socialistes et communistes. Mario Tronti s'en sépara en 1963, pour fonder la revue Classe Operaia.
La revue sera le creuset de l'operaïsmo (ouvriérisme), très influente dans les milieux italiens d'extrême-gauche dans les années 1960 et 70.